# Перистальтический насос

Перистальтический насос в работе

Двухроликовая головка перистальтического насоса с установленной трубкой

Перистальти́ческий насо́с (согласно ГОСТ это недопустимое наименование шлангового насоса) — разновидность насоса для перекачки жидкостей, в основном, жидкостей и пастообразных веществ.
Принцип действия основан на передавливании эластичной трубки каким-либо механическим органом, например катящимися по окружности роликами, которые проталкивают жидкость на выход насоса.
Конструктивно обычно состоит из эластичной трубки или шланга, двух или более роликов или башмаков и трека эластичной трубки, к которому ролики прижимают трубку, сужая её проходное сечение.
Существуют конструкции и без опорной поверхности, в них трубка пережимается роликами благодаря её натяжению.
Перистальтические насосы также можно разделить на трубочные (деформируемый элемент — однородная трубка) и шланговые (деформируемый элемент — многослойный шланг, для прочности усиленный кордом).

## Преимущества
Перистальтические насосы относятся к насосам объёмного типа и имеют несколько преимуществ, отсутствующих в насосах другого принципа действия.
- Отсутствие трущихся пар металл по металлу.
- Перекачиваемая среда контактирует только с материалом эластичной трубки.
- Высокий коэффициент готовности, минимальное время простоя и обслуживания.
- Низкая трудоёмкость на установку, обслуживание, чистку.
- Высокая ремонтопригодность, наиболее подверженная износу деталь — легкозаменяемая эластичная трубка.
- Хорошая воспроизводимость зависимости расхода от скорости вращения ротора, лучше чем ±0,5 %.
- Относительно низкий уровень шума.

## Недостатки
Наряду с преимуществами, перистальтические насосы имеют и недостатки к которым можно отнести:
- Ограничение по температуре перекачиваемой среды, обусловленной термостойкостью материала эластичной трубки, для распространённых силиконовых резин от 0 до 90 °С.
- Ограничение по давлению (для трубочного перистальтического насоса максимальное давление 7 атм, для шлангового перистальтического насоса — до 16 атм).
- Ограничения по перекачиваемым средам. Трубки для высокоагрессивных сред, например минеральных концентрированных кислот, дорогие.
- Падение производительности при работе с высоковязкими средами.

## Применение
Благодаря своим преимуществам, перистальтические насосы нашли своё применение в самых различных сферах: медицине, фармацевтике, биотехнологии, дозировании и транспортировки жидкостей в химическом производстве и лабораториях, подготовка пробы (подача и откачка реагентов и компонентов) перед анализом, водоподготовке и водоочистке, при окраске волокнистых материалов, в целлюлозно-бумажном производстве, горном деле, на обогатительных фабриках, в строительстве, пивоварении, полиграфии и производстве упаковки, изготовлении пищевых продуктов и напитков, на молочных заводах, хлебопекарнях, в пищевом производстве, в текстильной промышленности, производстве чистых химических реактивов.
Также перистальтические насосы применяются в медицине для перекачки крови пациента с искусственно остановленным сердцем, поскольку такой насос равномерно прокачивает кровь с малой скоростью, не разрушает клетки крови и легко стерилизуется.

## Конструктивные особенности
По исполнению корпуса перистальтические насосы могут быть моноблочными (Cased pump) и модульными (Close-coupled pump). В моноблочном насосе привод, редуктор и элементы управления находятся внутри одного монолитного корпуса-кожуха, в то время как у модульного насоса модули также соединены между собой, но кожух отсутствует.
Производительность насоса зависит от скорости вращения вала, проходного сечения эластичного элемента и количества роликов. Количество роликов определяет также равномерность потока жидкости. Их количество в разных моделях варьируется от 2 до 8 и выше.
Головки перистальтических насосов различают прямого и поворотного типа.
В головках прямого типа трубка огибает ротор сверху дугой, в ней ролики прижимают трубку к жёсткому треку сверху. Разновидностью головки прямого типа является головка FlipTop, позволяющая осуществлять замену трубки в течение 1 минуты.
В головках поворотного типа трубка огибает ротор по С-образной форме (показано на рисунке). Соответственно ролики прижимают трубку к треку по всей С-образной поверхности прилегания трубки.

## История
Хотя некоторые другие типы насосов, в частности мембранные, более широко известны, перистальтические насосы впервые стали производиться серийно уже с 50-х годов двадцатого века. Пионерами в производстве таких насосов были компании Graco (США), ASF Thomas (Германия), Watson-Marlow (Великобритания), Welco (Япония), Brightwell (Канада), которые и сейчас специализируются на изготовлении перистальтических насосов. В то время как принципы работы перистальтического насоса остаются неизменными, элементы конструкции с течением времени видоизменяются и совершенствуются в постоянном техническом прогрессе. Так, компания Watson-marlow уже в начале XXI века изобрела головку типа Flip-Top с возможностью моментальной замены трубки насоса. Позднее многие производители разработали свои системы быстрой смены трубки.

## Трубки
При выборе перистальтического насоса следует уделять особое внимание материалу трубки, от которого зависит срок службы, а также её внутреннему диаметру, от которого зависит производительность насоса. В перистальтических насосах используются такие материалы для изготовления эластичных трубок, как Биопрен (Bioprene), Марпрен (Marprene), Силикон (Silicone), Неопрен (Neoprene), Флюорел (Fluorel)/ Витон (Viton), Ста-Пьюэ (Sta-Pure), Кем-шуэ (Chem-Sure) и Силикон-Платинум (Pumpsil-D). Трубки могут быть гладкими, а также могут иметь специальные крепления LoadSure для более жёсткой фиксации их в треке.
Для безопасного и быстрого присоединения насосов к системе в перистальтике используются элементы крепежа трубок типов Tri-Clamp, Cam-and -Groove, SMS и другие.